# Protaetia bipunctata
Protaetia bipunctata är en skalbaggsart som beskrevs av Hippolyte Louis Gory och Achille Rémy Percheron 1833. Protaetia bipunctata ingår i släktet Protaetia och familjen Cetoniidae.

## Underarter
Arten delas in i följande underarter:
- P. b. palavanica
- P. b. pseudoreflexa
- P. b. kalaoensis